# Praia do Perequê
Barcos de pesca na Praia do Perequê
A Praia do Perequê está localizada no município brasileiro de Guarujá, São Paulo. Situada no bairro do Perequê, tem 2 400 metros de comprimento.
Conforme informação no website da prefeitura de Guarujá: "O significado do nome perequê seria Pira-ike, "entrada de peixe para alimentação" ou desova em língua tupi, referindo-se a um pequeno rio que desagua na praia, “o rio do peixe”, quando a maré enche, algumas espécies de peixes e siris adentram no rio e na vazante alguns saem junto com a correnteza, é o caso dos siris que podem ser facilmente capturados, pois eles vêm rolando na forte correnteza." Neste rio também pode ser encontrado lontras, capivaras e uma grande variedade de pássaros. 
A praia de Perequê está localizada a leste da ilha, após a praia do Pernambuco. Perequê é a maior colônia de pesca de Guarujá e também reduto de Caiçaras. No lado esquerdo da praia tem uma pequena cachoeira. Em Perequê é comercializado uma grande quantidade de pescados, sua gastronomia é ótima e tem variedades de pratos e frutos do mar. Perequê tem boas ondas no lado esquerdo, mas é no lado direito que está a mais cobiçada por surfistas de longboard, por ser longa e perfeita, mas só quebra em condições especiais. A ondulação de Leste tem que estar bem forte. Apesar das ondas serem pequenas, é uma boa diversão. Condições: ondulações de leste e sudeste com ventos de sul e sudeste, fundo de areia, no lado esquerdo com a maré cheia e no lado direito com a maré vazia, o canal é pelo canto das pedras e as ondas variam de 05mt à 1mt. e mais raramente com 1,5 metro. A melhor época é de agosto a setembro.
Chega-se à praia pela Rodovia Ariovaldo de Almeida Viana (SP-61), conhecida como Estrada Guarujá-Bertioga.

## Galeria de Fotos

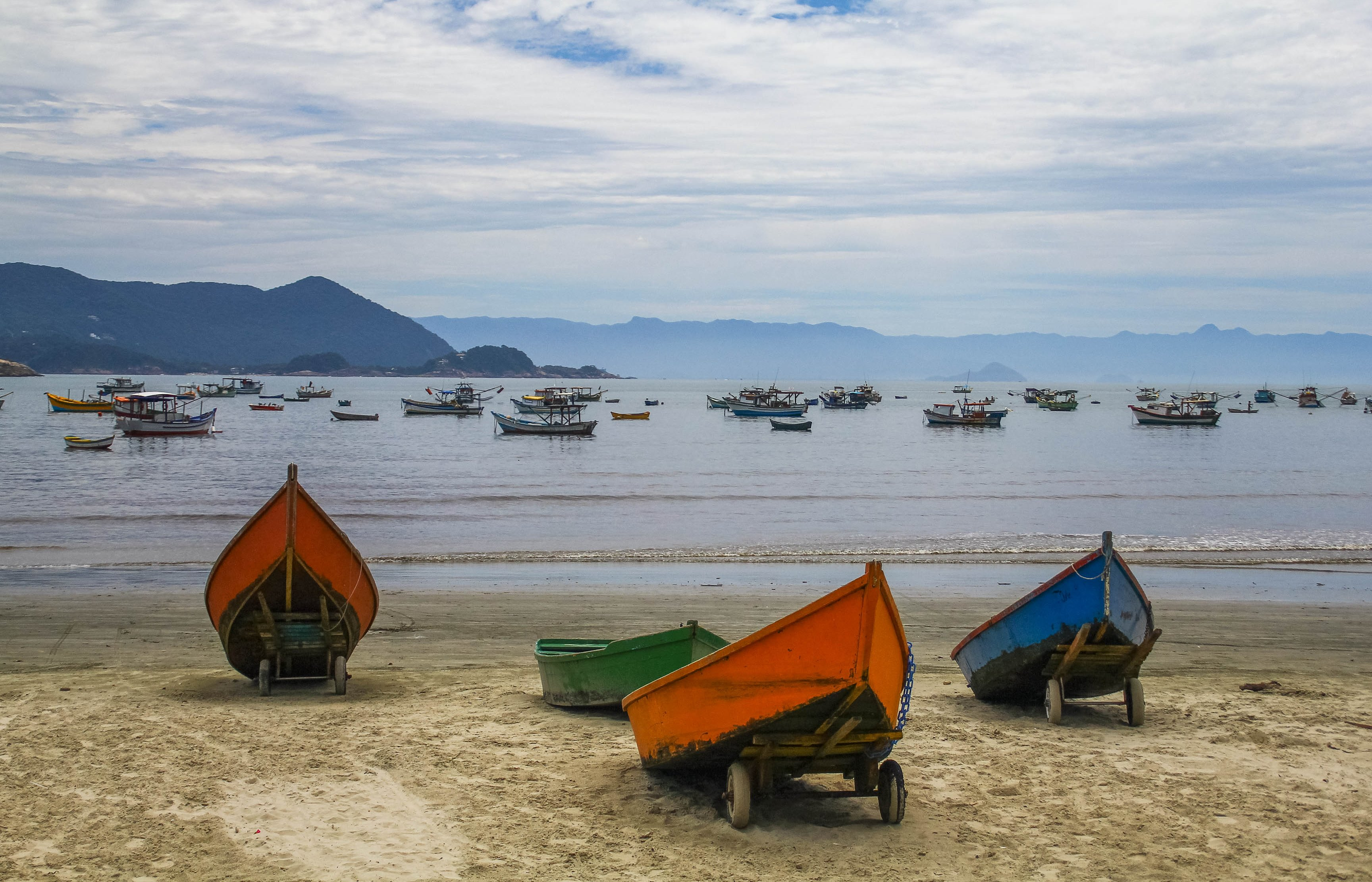
Barcos de apoio as embarcações
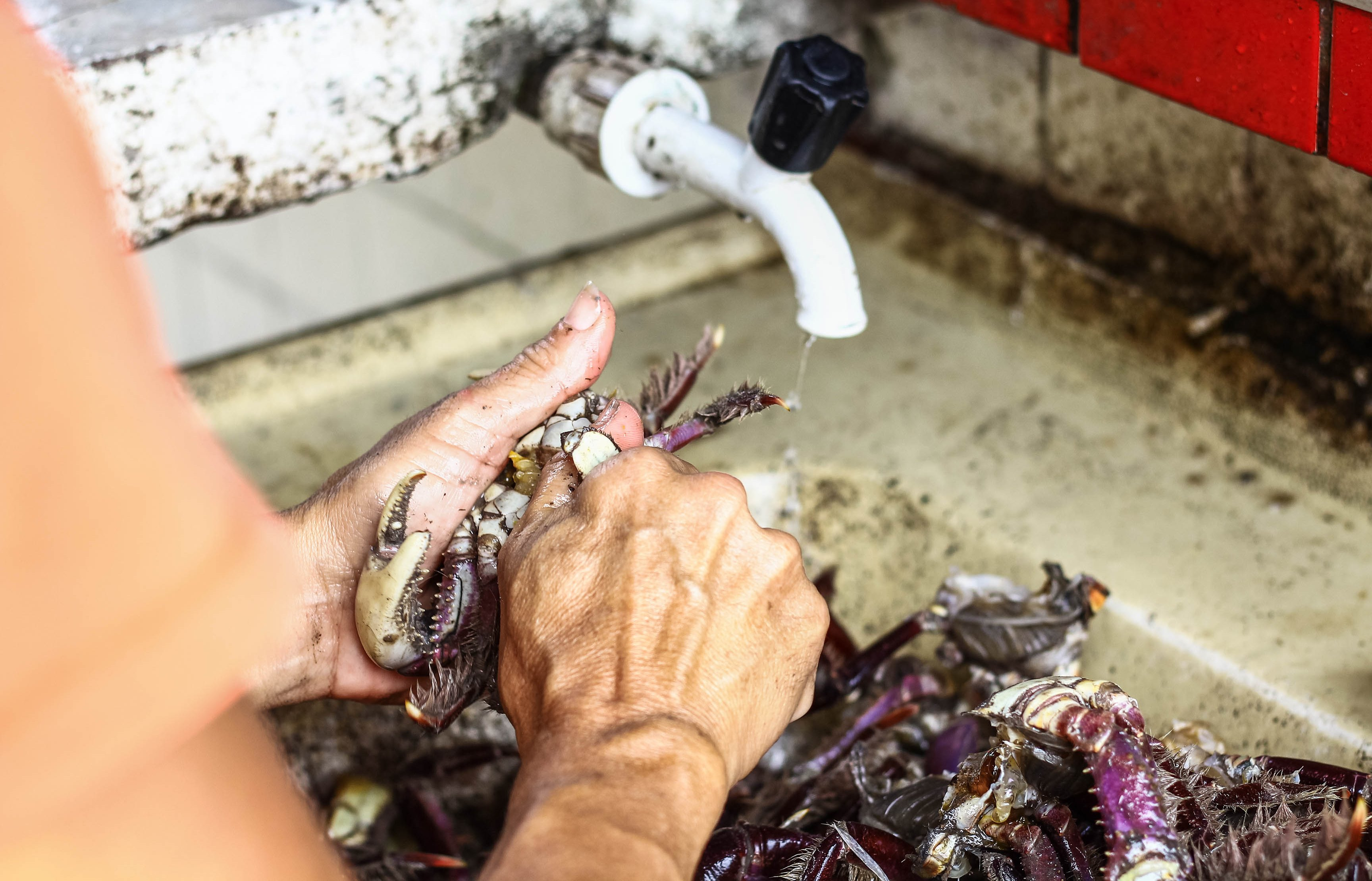
Limpadora caiçara de caranguejo na praia.
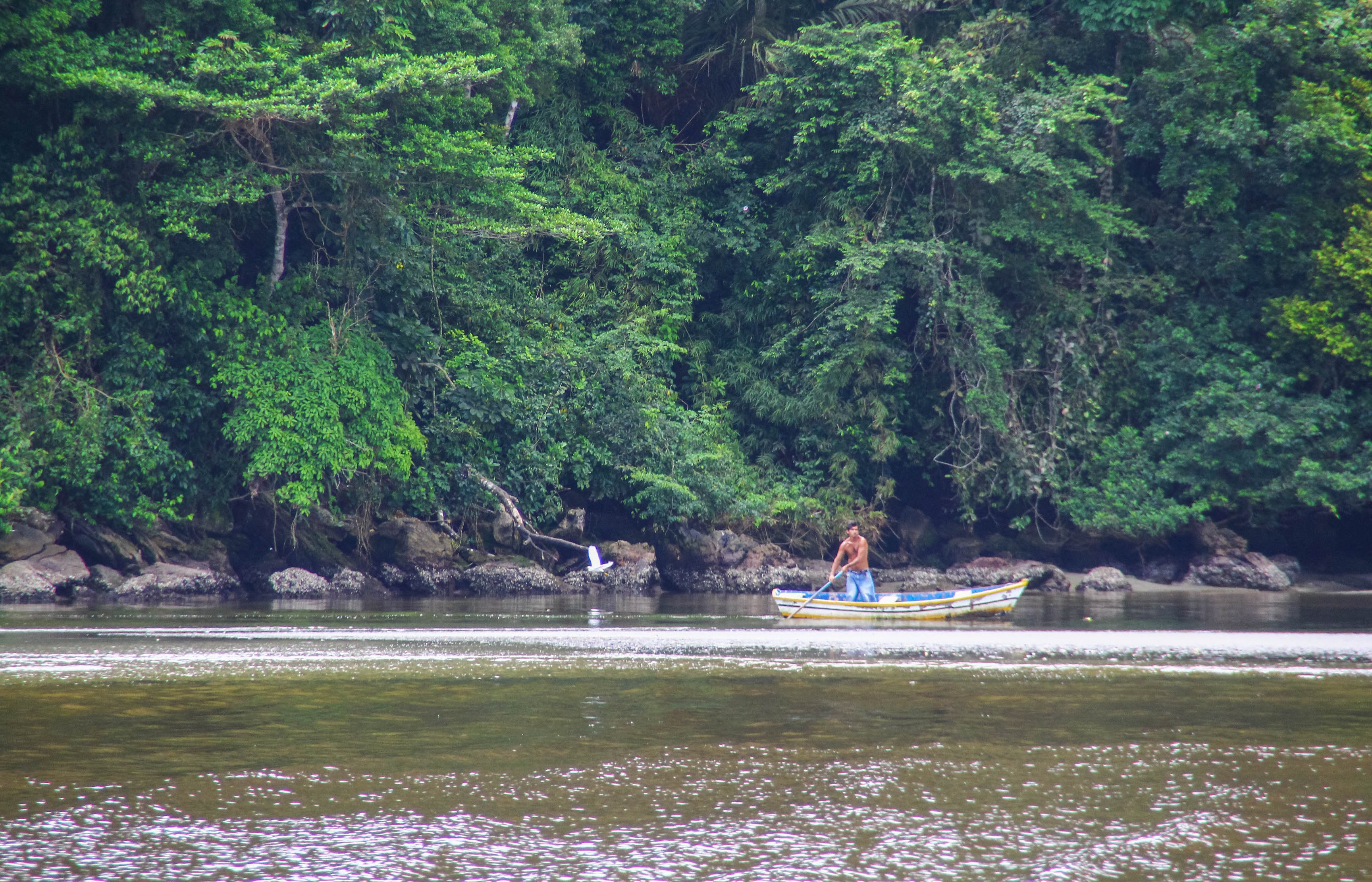
Rio do peixe
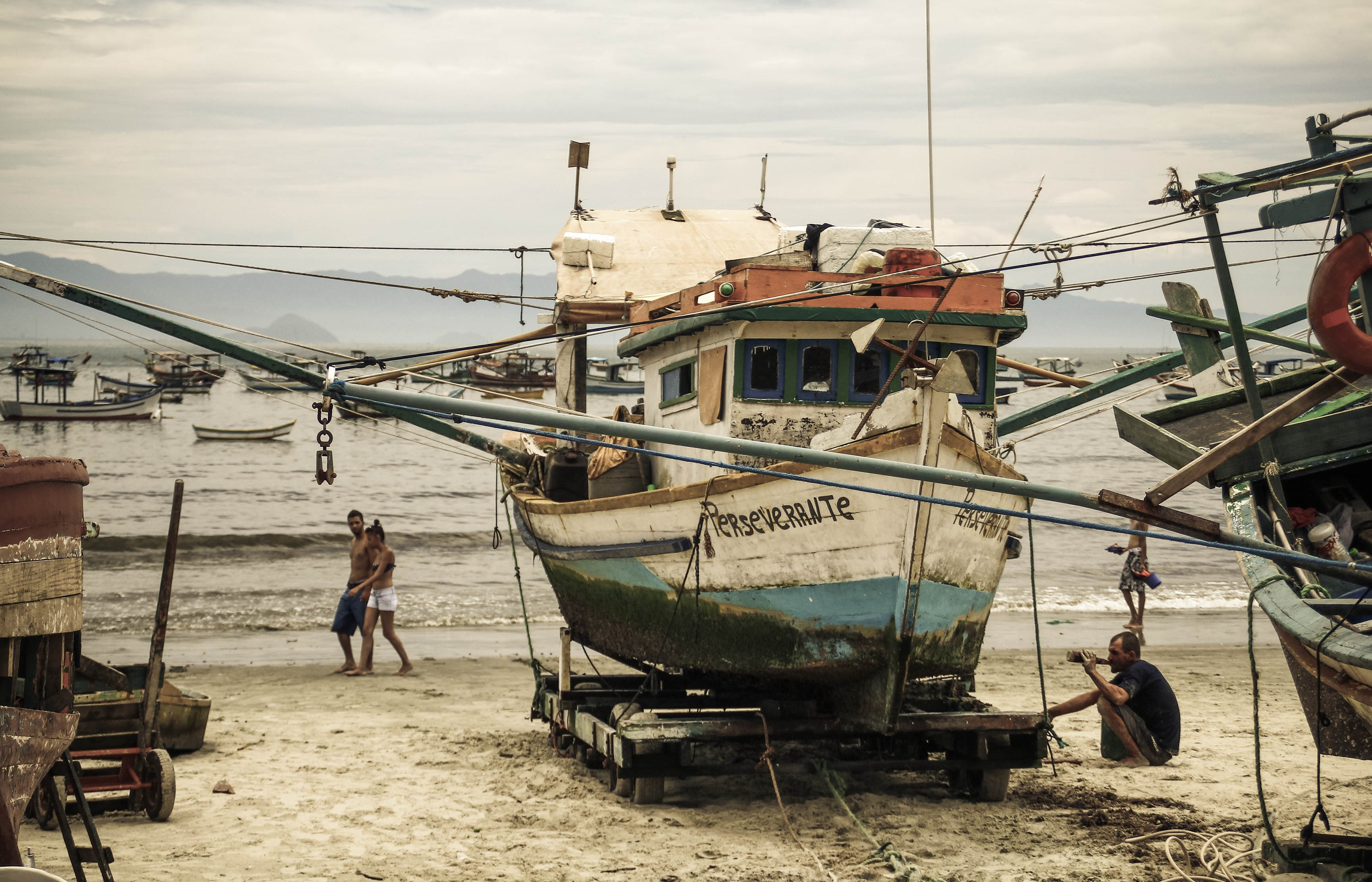
Barco de pesca artesanal
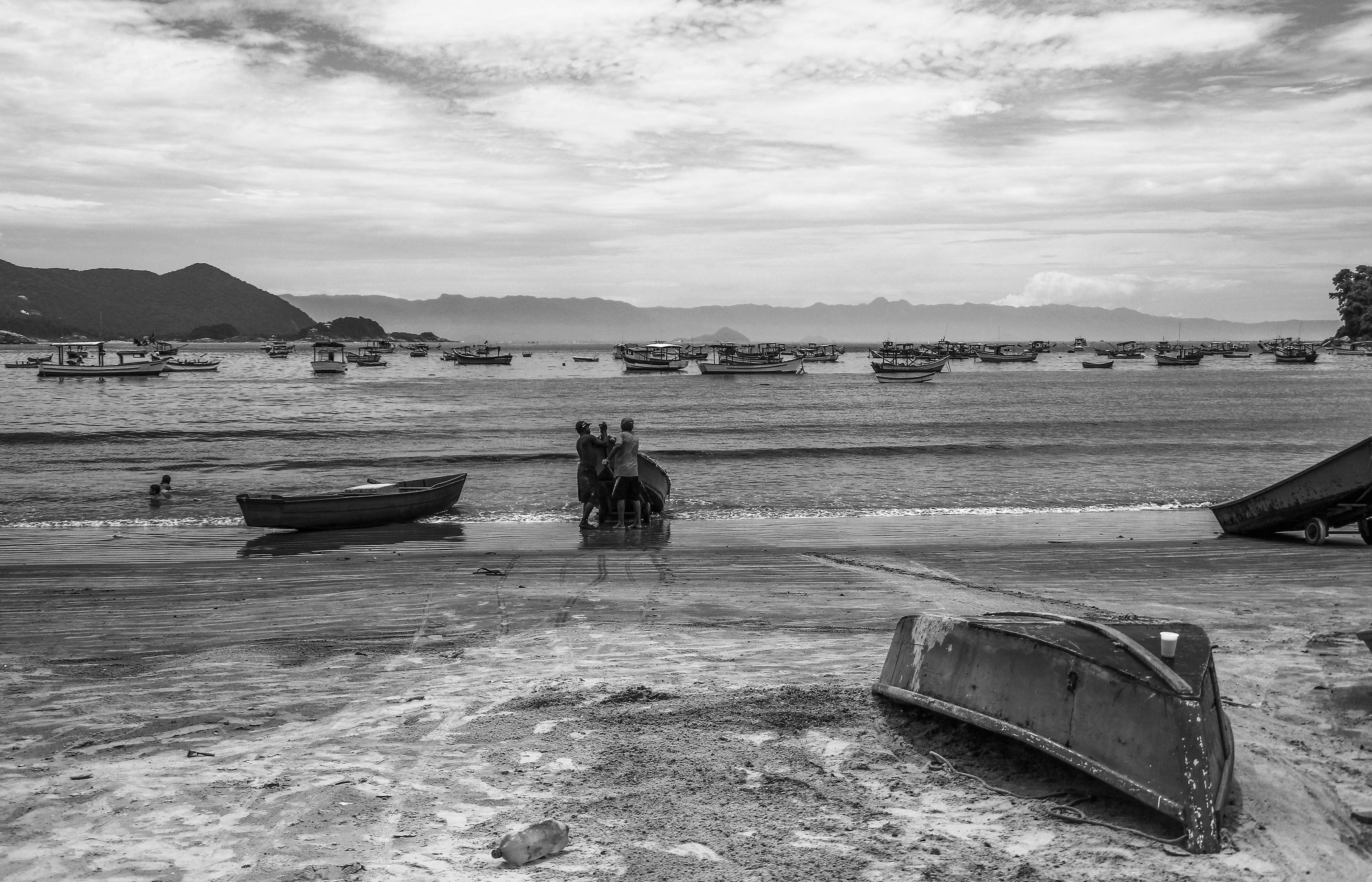
Praia do Perequê
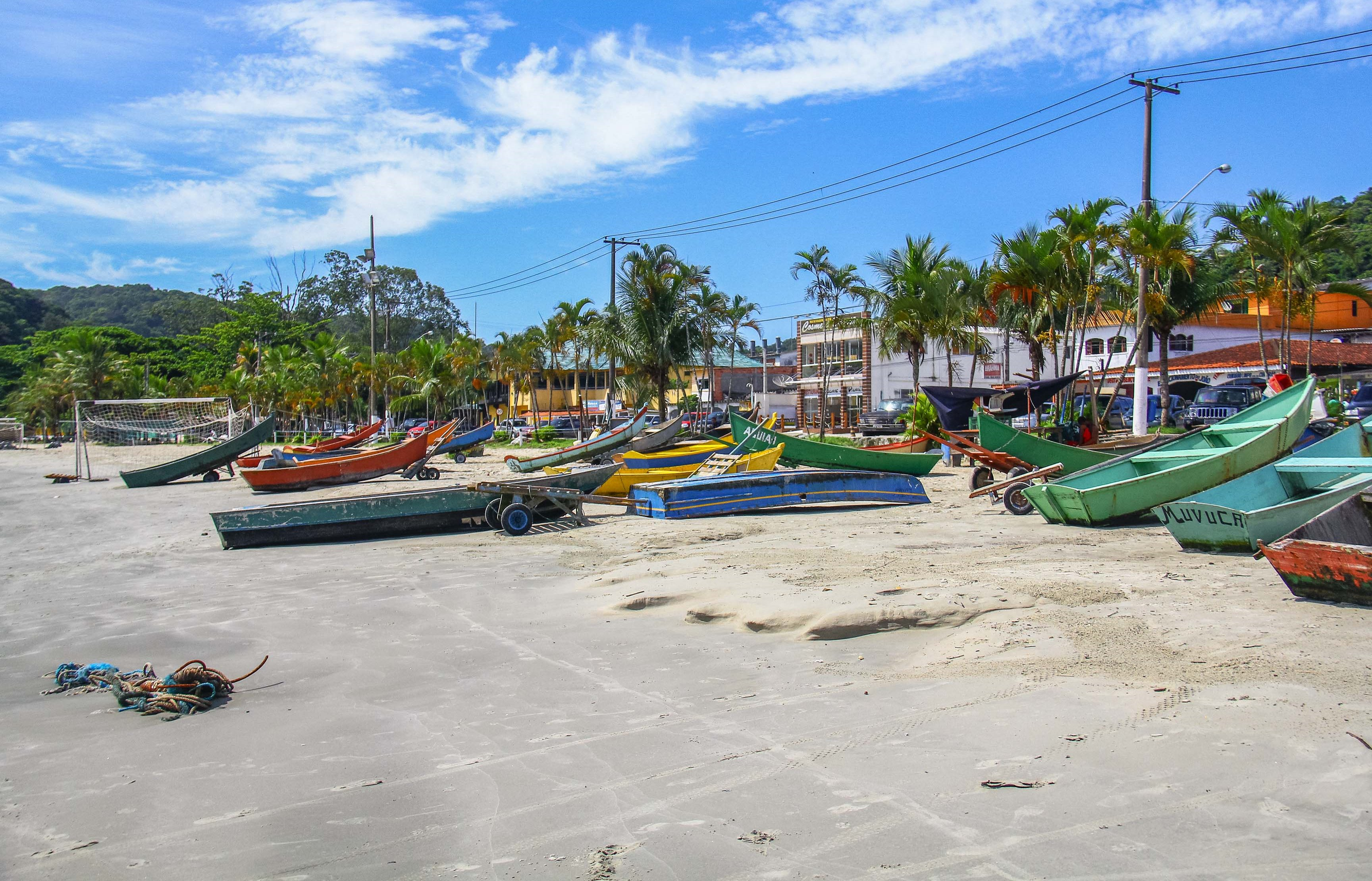
praia de pescadores artesanais
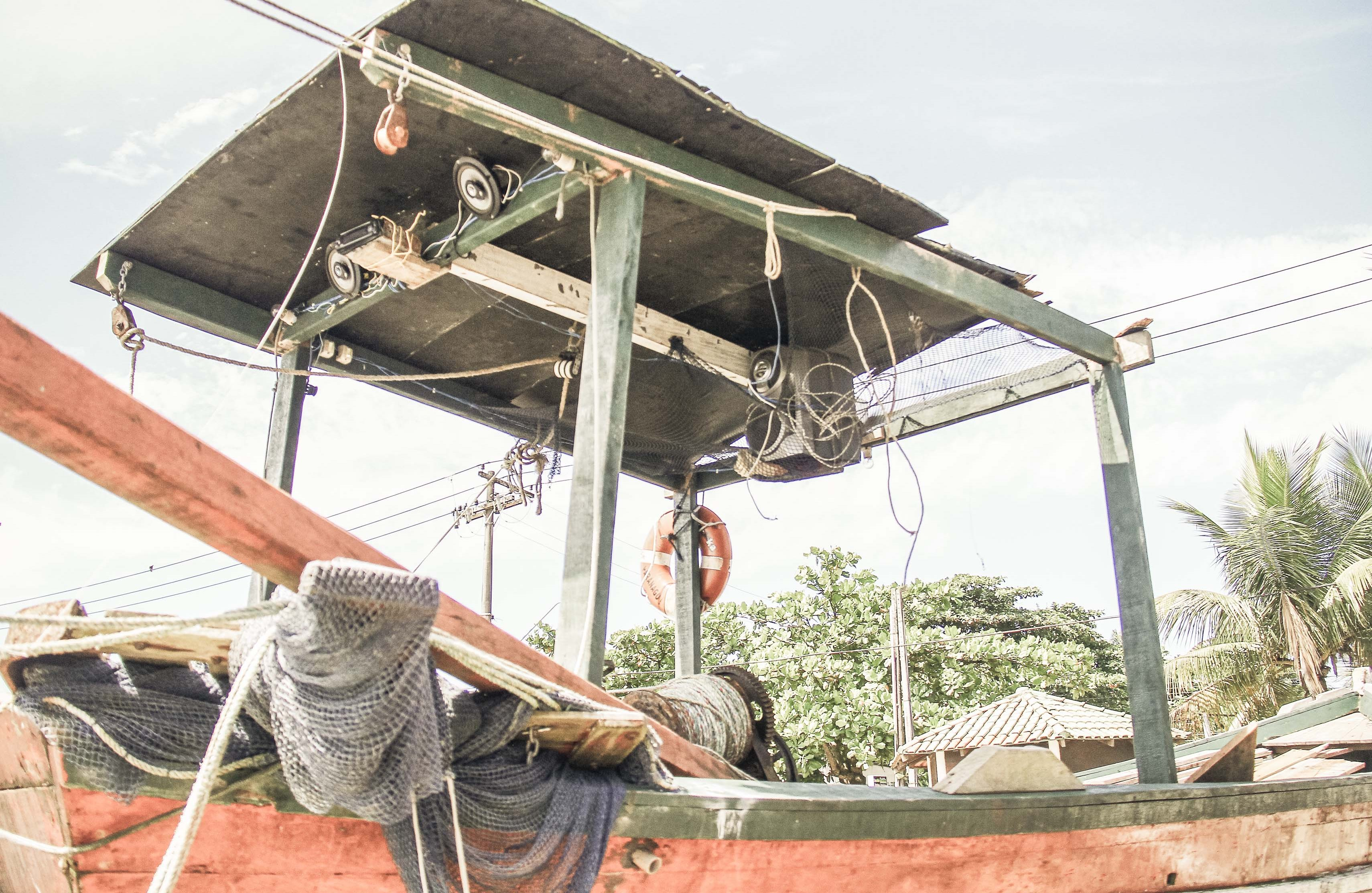
Barco artesanal
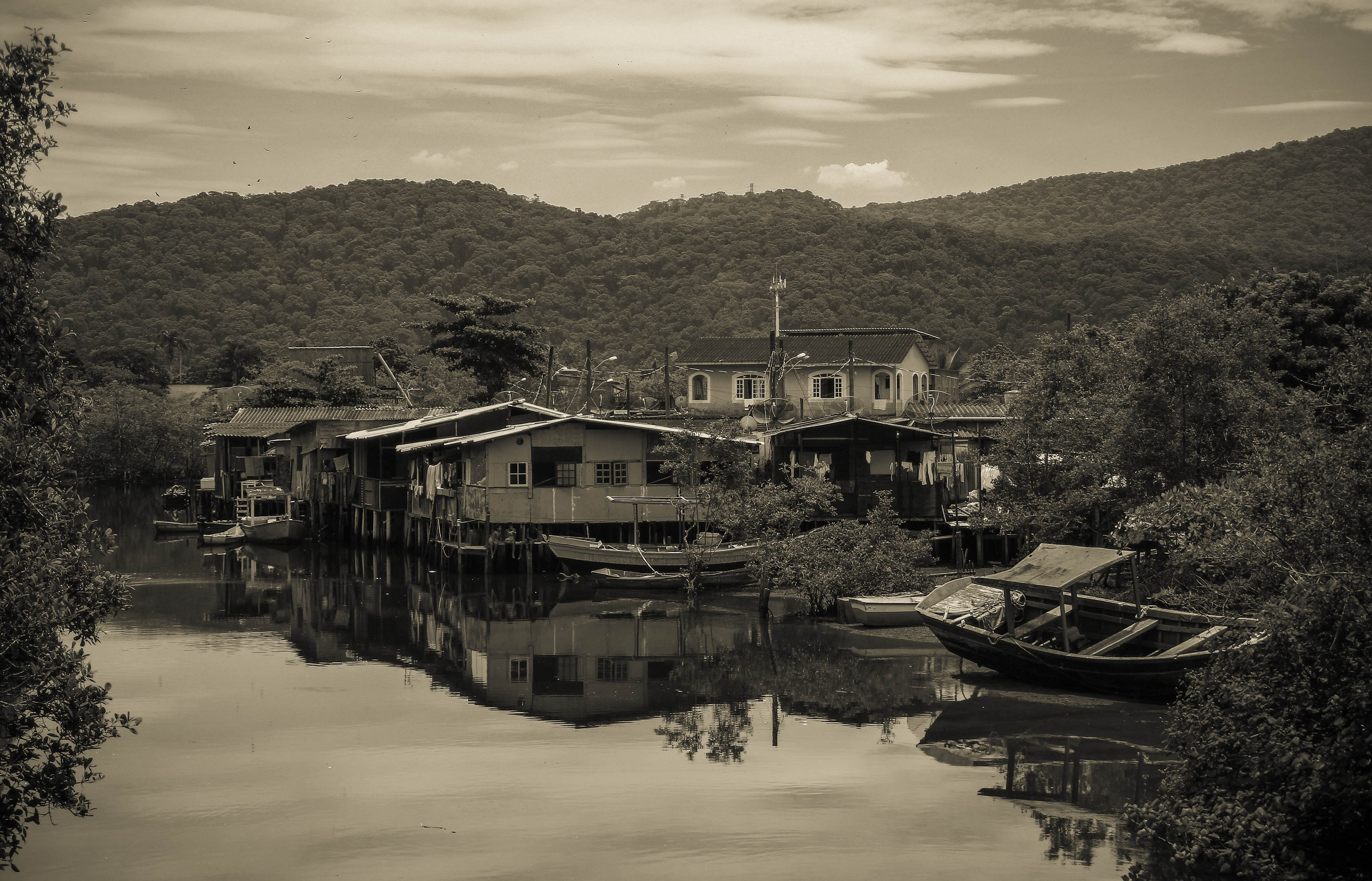
Bairro de palafitas as margens do rio do Peixe
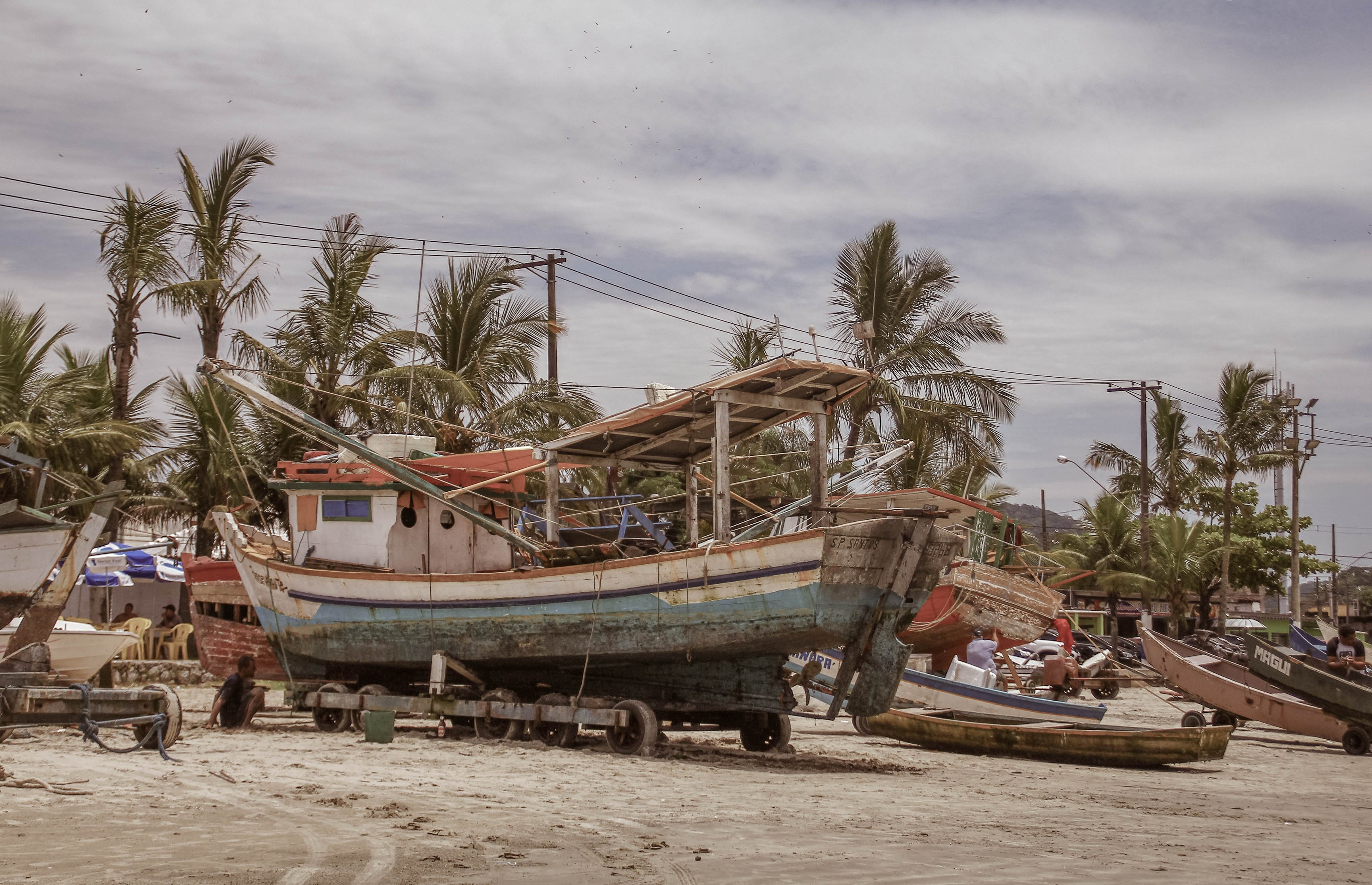
Praia dos pescadores